# I Regni Rinascimentali
Renaissance Kingdoms, in passato chiamato anche I Regni Rinascimentali in italiano, è un MMORPG per browser ambientato in Europa in epoca medievale, pubblicato nel 2004. I giocatori iniziano con una modesta posizione sociale con l'obiettivo di arrivare a una posizione di ricchezza e di influenza politica partecipando attivamente nel commercio, politica, università, religione, guerra, ecc. Il gioco è principalmente un'interfaccia web, ma molte delle decisioni prese vengano effettuate in un forum ufficiale. La registrazione è gratuita, ma ci sono alcuni piccoli vantaggi per i giocatori che fanno donazioni.
GameOgre.com lo nominò miglior gioco di ruolo online gratuito del 2006.

## Modalità di gioco
Il gioco è ambientato nell'Europa del basso Medioevo. Ad ogni anno reale corrisponde un anno di gioco: il 2010 è stato il 1458, il 2011 è il 1459. Il personaggio vive nella sua città che appartiene ad un ducato, il quale fa parte a sua volta di un regno. Ogni 30 giorni si tengono le elezioni municipali e ogni 60 giorni quelle ducali. Si possono creare partiti politici o farne parte.
Esistono più di 150 città raggruppate in ducati di regni diversi tra loro (tra cui il Sacro Romano Impero Germanico, l'Inghilterra, la Francia, la Polonia, la Bulgaria, la Grecia, la Romania, la Spagna, il Portogallo, e la Turchia). Per l'Italia attualmente esistono: il ducato di Milano, quello di Modena, la repubblica di Genova, di Firenze, di Siena, il Regno delle Due Sicilie e la Serenissima Repubblica di Venezia. Le varie città e i vari regni possono farsi guerra tra di loro, assediando e distruggendo l'economia altrui. 
È possibile inoltre conquistare città straniere, o addirittura interi ducati, tramite la creazione di eserciti (a cui devono partecipare più giocatori possibili).
Da gennaio 2009 sono presenti anche le città della Serenissima Repubblica di Venezia che si estende da Verona fino a Pola, nella costa istriana.
Il personaggio può dedicarsi a varie attività, come l'agricoltura, la pesca e il taglio della legna; può entrare in politica e darsi al commercio; può esercitare vari mestieri come tessitore, mugnaio, fabbro o carpentiere; può intraprendere studi religiosi e divenire sacerdote o tentare la sorte come brigante.
Contrariamente ad altri giochi, il tema principale del gioco non è il combattimento bensì l'evoluzione del personaggio all'interno di un complesso sistema sociale politico ed economico, tra aspetti religiosi, di brigantaggio, di partiti politici e di avventura. 
Ogni giorno bisogna mangiare andando al mercato o in taverna (esistono cibi diversi che hanno effetti diversi sul personaggio che li consuma) ed è possibile svolgere diverse attività quali lavorare, studiare o viaggiare.
Il personaggio aumenterà man mano il proprio potere e la propria influenza sulla città e sugli altri personaggi passando di livello. Per ogni passaggio di livello il personaggio dovrà avere determinate caratteristiche: disporre di una certa quantità di denaro, possedere l'abbigliamento adatto, avere un certo numero di punti reputazione e fiducia (che il personaggio può ricevere dagli altri giocatori).

## Livelli
Nei regni rinascimentali esistono al momento 5 livelli diversi.
livello 0Questo livello di transizione permette a tutti di abituarsi al gioco, scoprendo le funzioni principali del gioco, senza dovere effettuare funzioni più tecniche. Per passare al livello successivo occorrono 90 ducati e 5 punti di reputazione/fiducia.
livello 1È il vero inizio della vita: si possono possedere uno o due campi. Bisogna quindi lavorarli personalmente o assumere altri che li lavorino al vostro posto. È possibile votare nelle elezioni del sindaco e del principato. Per passare al livello 2 è necessario avere 500 ducati, 20 punti nelle caratteristiche fisiche derivanti dal cibo, e avere un abbigliamento considerato decente (scarpe o stivali, pantaloni e camicia), oltre a 35 punti di reputazione. Invece di diventare un agricoltore o un allevatore si può scegliere di diventare un vagabondo, un brigante, o un commerciante percorrendo le strade che uniscono le varie città in cerca di fortuna.
livello 2L'influenza ed il tenore di vita del personaggio aumentano ed al passaggio di livello si ha la possibilità di aprire una bottega. Diversi mestieri sono disponibili: il panettiere, il mugnaio, il macellaio, il tessitore, il carpentiere, il fabbro. Per esercitare la professione è necessario acquistare le materie prime sul mercato; dopo la lavorazione si potrà rivendere il prodotto finito. Per passare al livello successivo sono necessari 100 punti reputazione, 60 punti in due caratteristiche e 120 in una tra intelligenze e carisma, 2500 ducati (o 1600 nel caso si eserciti già una seconda professione) ed un abbigliamento idoneo al nuovo tenore di vita.
Dal mese di agosto 2010 sono possibili altri tipi di bottega: il frantoio, il caseificio, botteghe per la produzione di mosto, whisky e whiskey. Tali botteghe, però, possono essere aperte solo in determinate città.
Per la produzione di vino sono state implementate, ma solo in alcune città in Francia e in Germania, le abbazie, in cui i monaci si dedicano alla produzione della bevanda.
livello 3Si diventa un personaggio importante nella città: ci si può orientare verso le professioni di chiesa, di stato, scienza o militari. L'università e lo studio diventano quindi l'occupazione principale e, approfondito lo studio si inizia ad insegnare ed a fornire dei "punti" specifici per ogni tipologia di studio presa. (es. Via di studio della Chiesa, punti fede) . Chi sceglie la via ecclesiastica può puntare alla carriera in tal senso, fino a divenire Papa (unico personaggio di livello 5). È in questo frangente di gioco che molte persone decidono di usufruire dei "bonus" a pagamento.
livello 4Il 28 gennaio 2009 viene creato il livello 4, viene modificata la produzione ed è possibile creare nuove botteghe, creare piatti tipici e vivere una magnifica vita nel lusso. Lo scopo del giocatore di livello 4 è quello di accumulare, costruendosi un castello e consumando merci specifiche, punti lusso.
Non si sa ancora in base a quale criteri si può passare a tale livello. Il passaggio dovrebbe avvenire in base ai punti stato, militari, punti di Fede forniti.
Dal 2020 il sistema dei livelli è stato modificato avvicinandosi notevolmente a quello degli altri RPG. Nel compiere le azioni quotidiane il PG guadagna punti esperienza che lo faranno aumentare di livello (ogni 5800 punti). Per i PG più vecchi il sistema dei livelli (che aveva già subito modifiche passando da 5 a 7 con il livello 0 che diventava 1 e il livello 4 che diventa 7) li assegna a livelli già avanzati come ad esempio il livello 6 che corrisponde al 100 attuale e il livello 7 al 250, livello dal quale è possibile sbloccare le opzioni di lusso.

## Caratteristiche tecniche
Il gioco è gratuito, sebbene un sistema volontario di pagamento permetta di ottenere alcuni bonus. Si gioca interamente on-line: non è necessario nessun download di programmi. I giocatori attivi sono più di 160.000 (coloro che non effettuano l'accesso per più di due settimane vengono eliminati, a meno che il personaggio non sia entrato in ritiro spirituale). È dunque uno dei giochi di ruolo più diffusi a livello europeo, come dimostrano le classifiche online che accreditano I Regni Rinascimentali tra i primi dieci browser game. L'uso di più account da parte di un giocatore è vietato (accusa di stregoneria); personaggi appartenenti a giocatori che si connettono dallo stesso IP devono trovarsi in città diverse e non avere quindi interazioni tra di loro.

## Multi o Cloni
Il gioco ufficialmente permette la creazione di più personaggi acquistando dei token. Tali personaggi hanno delle limitazioni nelle azioni che possono compiere insieme o nei luoghi che possono visitare.
Usare multi non relazionati al personaggio principale è proibito.